# Jüdischer Friedhof (Bzenec)

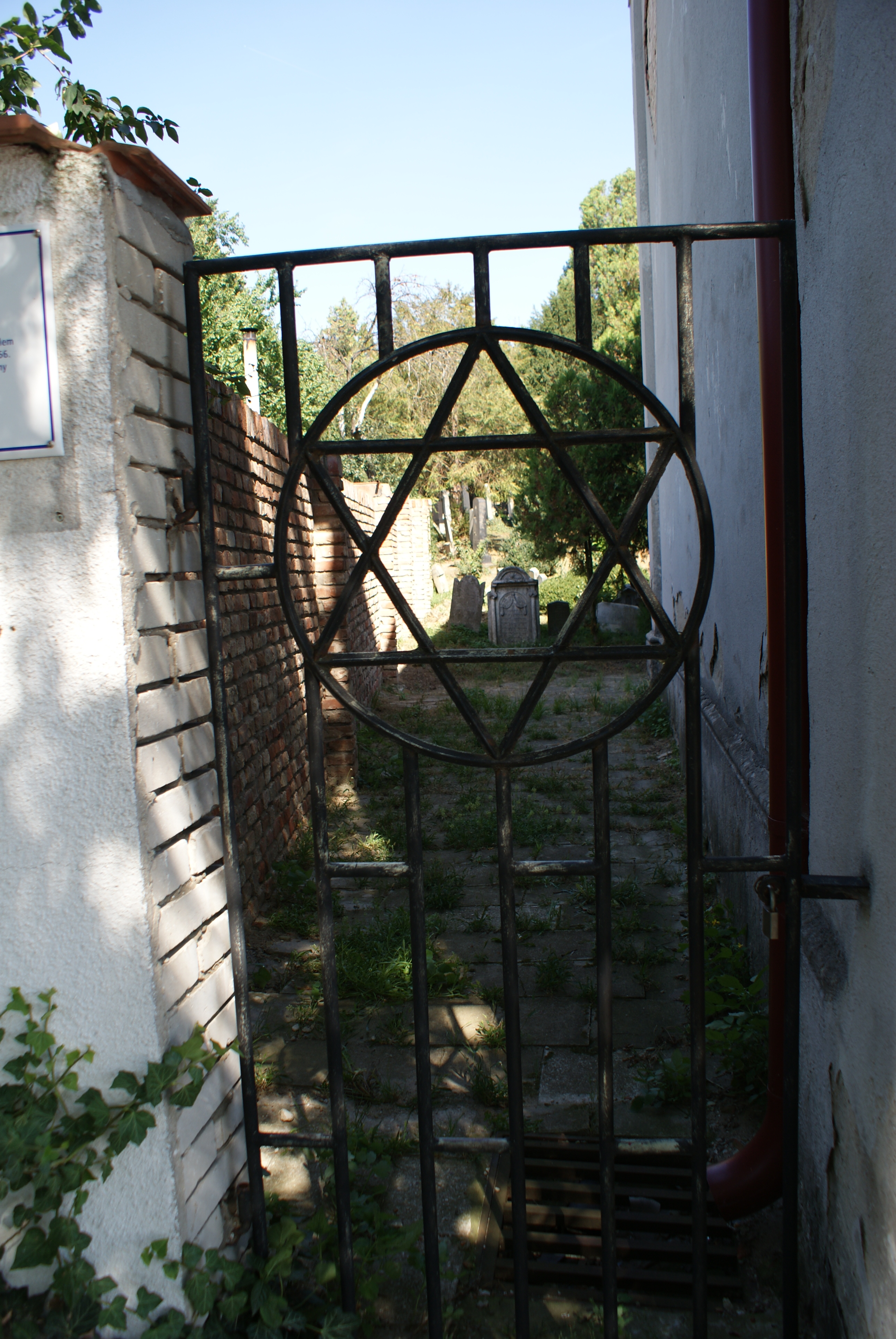
Eingang zum jüdischen Friedhof in Bzenec

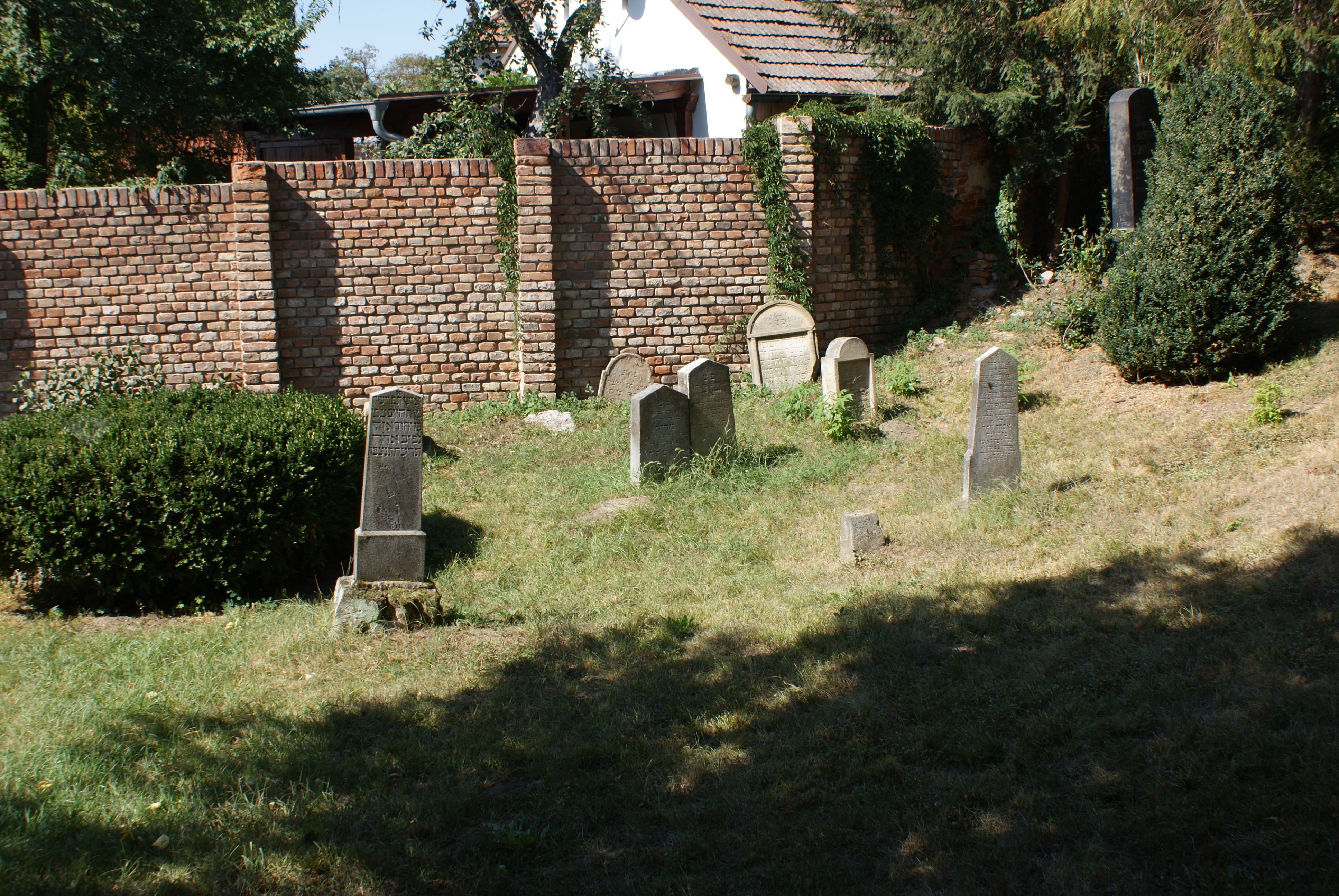
Ansicht

Der Jüdische Friedhof in Bzenec (deutsch Bisenz), einer Stadt im Okres Hodonín der Südmährischen Region in Tschechien, wurde vermutlich im 17. Jahrhundert angelegt. Der jüdische Friedhof, in der Nachbarschaft des städtischen Friedhofs, ist seit 1988 ein geschütztes Kulturdenkmal. Die ältesten Grabsteine (Mazevot) stammen aus dem ausgehenden 17. Jahrhundert. Heute befinden sich auf dem Friedhof noch circa tausend Grabsteine.